# El Pao de San Juan Bautista
El Pao de San Juan Bautista é um município da Venezuela localizado no estado de Cojedes.
A capital do município é a cidade de El Pao.